# الكالابري
الكالابري (باللاتينية: Calabrian)، وهي ثاني مرحلة من فترة البليستوسين، امتد من 1.8 إلى 0.774 مليون سنة مضت، لمدة 1.026 مليون سنة تقريبا.
| العصر     | الفترة       | المرحلة     | أهم الأحداث | البداية (م.س.مضت) |
| --------- | ------------ | ----------- | --- | ----------------- |
| الرباعي   | الهولوسيني   | الميغالايي  | - أحداث جيولوجية:حدث 4.2 الف سنة. - أحداث حيوية :التوسع الشعوب الأسترونيزية، زيادة ثاني أكسيد الكربون الصناعي. | 0.0042            |
| الرباعي   | الهولوسيني   | النورثغريبي | - أحداث جيولوجية:حدث 8.2 الف سنة، المناخ الهولوسيني الأمثل. فيضانات مستوى سطح البحر في دوجرلاند وسوندالاند. الصحراء الكبرى تتحول إلى صحراء. - أحداث حيوية :نهاية العصر الحجري وبداية التاريخ المسجل. أخيرًا توسع البشر في أرخبيل القطب الشمالي وجرينلاند. | 0.0082            |
| الرباعي   | الهولوسيني   | الغرينلاندي | - أحداث جيولوجية: يستقر المناخ. - أحداث حيوية : يبدأ الانقراض الحالي بين جليديين والهولوسيني. بداية الزراعة. ينتشر البشر عبر الصحراء الكبرى الرطبة وشبه الجزيرة العربية، وأقصى الشمال، والأمريكيتين (البر الرئيسي ومنطقة الكاريبي).                      | 0.0117 ± 0.000099 |
| الرباعي   | البليستوسيني | المتأخر     | - أحداث جيولوجية: العصر الجليدي الإيمي، العصر الجليدي الأخير، مع نهاية درياس الأصغر. ثوران توبا. - أحداث حيوية :انقراض الحيوانات الضخمة في البلستوسيني (بما في ذلك آخر الطيور المرعبة). توسع البشر في أوقيانوسيا القريبة والأمريكيتين.                   | 0.129             |
| الرباعي   | البليستوسيني | التشيباني   | - أحداث جيولوجية:حدث انتقال منتصف البليستوسيني، دورات جليدية عالية السعة تبلغ 100 ألف سنة. - أحداث حيوية :ظهور الإنسان العاقل. | 0.774             |
| الرباعي   | البليستوسيني | الكالابري   | - أحداث جيولوجية:زيادة برودة المناخ. - أحداث حيوية :انقراض طيور الرعب العملاقة. انتشار الإنسان المنتصب في جميع أنحاء أفرو-أوراسيا. | 1.8               |
| الرباعي   | البليستوسيني | الجيلاسي    | - أحداث جيولوجية: بداية التجلّد الرباعي والمناخ غير مستقر. - أحداث حيوية : ظهور الحيوانات الضخمة البليستوسيني والإنسان الماهر. | 2.58              |
| النيوجيني | البليوسيني   | البياشنزي   | أقدم | أقدم              |